# Daniel Beery
Daniel Beery (conocido como Dan Beery; Vincennes, 4 de enero de 1975) es un deportista estadounidense que compitió en remo. Estuvo casado con la remera Jennifer Goldsack.
Participó en los Juegos Olímpicos de Atenas 2004, obteniendo una medalla de oro en la prueba de ocho con timonel. Ganó cuatro medallas en el Campeonato Mundial de Remo entre los años 2002 y 2007.

## Palmarés internacional
| Juegos Olímpicos   | Juegos Olímpicos  | Juegos Olímpicos | Juegos Olímpicos   |
| Año                | Lugar             | Medalla          | Prueba             |
| ------------------ | ----------------- | ---------------- | ------------------ |
| 2004               | Atenas (Grecia)   | Medalla de oro   | Ocho con timonel   |
| Campeonato Mundial |                   |                  |                    |
| Año                | Lugar             | Medalla          | Prueba             |
| 2002               | Sevilla (España)  | Medalla de plata | Dos con timonel    |
| 2003               | Milán (Italia)    | Medalla de oro   | Dos con timonel    |
| 2005               | Kaizu (Japón)     | Medalla de oro   | Ocho con timonel   |
| 2007               | Múnich (Alemania) | Medalla de oro   | Cuatro con timonel |